# Saint-Hilaire, Doubs
Saint-Hilaire är en kommun i departementet Doubs i regionen Bourgogne-Franche-Comté i östra Frankrike. Kommunen ligger i kantonen Roulans som tillhör arrondissementet Besançon. År 2022 hade Saint-Hilaire 155 invånare.

## Befolkningsutveckling
Antalet invånare i kommunen Saint-Hilaire
Referens:INSEE